# Gigantengrab von Oridda

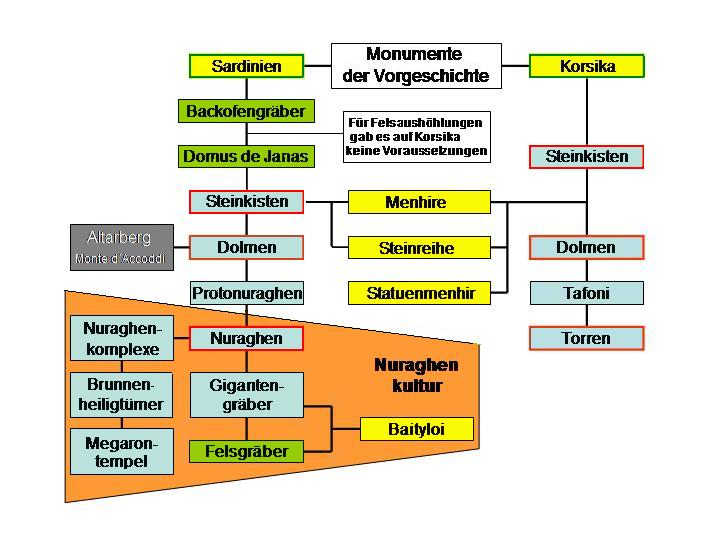
Typenfolge sardischer Megalithen

Das Gigantengrab von Oridda liegt nahe der SP 29 (Strada Provinciale), nordöstlich von Sennori in der Metropolitanstadt Sassari auf Sardinien. Die in Sardu „Tumbas de los zigantes“ und auf Italienisch (plur.) „Tombe dei Giganti“ genannten Bauten sind die größten pränuraghischen Kultanlagen Sardiniens und zählen europaweit zu den spätesten Megalithanlagen. Die 321 bekannten Gigantengräber sind Monumente der bronzezeitlichen Bonnanaro-Kultur (1800–1500 v. Chr.), die Vorläuferkultur der Nuragher ist.

## Typenfolge
Baulich treten Gigantengräber in zwei Varianten auf. Die Anlagen mit Portalstelen und Exedra gehören zum älteren Typ. Bei späteren Anlagen besteht die Exedra statt aus monolithischen Stelen aus einer in der Mitte deutlich erhöhten Quaderfassade aus bearbeiteten und geschichteten Steinblöcken. Das Gigantengrab von Oridda ist eine Anlage des älteren Typs (mit Portalstele). Die Entdeckung des Grabes in den 1960er Jahren wurde bei der Vergrößerung eines Weinbergs gemacht. Das Gigantengrab war zu dieser Zeit intakt.

## Beschreibung
Das Gigantengrab von Oridda ist einzigartig in seiner Art, da die Architektur die von Dolmen widerspiegelt, wobei die Wände der Galerie und die Exedra aus Trockenmauerwerk bestehen, während für die Decke große Blöcke verwendet wurden. Der bogenförmige Zugang ist groß. Vor der viereckigen (nicht wie üblich phallischen) Portalstele, in die der Zugang geschnitten ist, liegt ein etwa 6,5 m langer Dromos.
In der 1986 von Editta Castaldi untersuchten Galerie fanden sich 27 menschliche Skelette, darunter 20 Erwachsene, sechs Kinder und ein Fötus. Die Analyse der Skelette erlaubte eine Datierung zwischen 1350 und 1250 v. Chr.
Es ist nie mit Gewissheit festgestellt worden, ob es sich um zu einem späteren Zeitpunkt wiederverwendete Domus de Janas handelt, oder ob es als ein Dolmen konzipiert war, der  in zwei Etappen gebaut wurde.